# Другі Вурманкаси (Чурачицьке сільське поселення)
Другі Вурманка́си (рос. Вторые Вурманкасы, чув. Вăрманкас Чурачăк) — присілок у складі Цівільського району Чувашії, Росія. Входить до складу Чурачицького сільського поселення.
Населення — 102 особи (2010; 169 у 2002).
Національний склад:
- чуваші — 98 %

Стара назва — Вурманкаси 2-і.